# František Tichý (fotbalista)
František Tichý (* 15. září 1973 Praha) je bývalý český fotbalista.

## Hráčská kariéra
V československé nejvyšší soutěži zasáhl na podzim 1992 do 1 utkání v dresu Bohemians Praha, v němž neskóroval. Z Bohemians odešel do Krče.

## Ligová bilance
| Ročník                                   | Zápasy | Góly | Minuty | Klub            |
| ---------------------------------------- | ------ | ---- | ------ | --------------- |
| 1. československá fotbalová liga 1992/93 | 1      | 0    | –      | Bohemians Praha |
| ČFL 1993/94                              | –      | 1    | –      | Sparta Krč      |
| ČFL 1994/95                              | –      | 0    | –      | Sparta Krč      |
| CELKEM 1. LIGA                           | 1      | 0    | –      |                 |